# Мозговой, Алексей Борисович
Алексе́й Бори́сович Мозгово́й (3 апреля 1975, Нижняя Дуванка, Сватовский район, Ворошиловградская область, Украинская ССР, СССР — 23 мая 2015, Михайловка, Перевальский район, Луганская область, Украина) — украинский и российский военнослужащий. Один из лидеров вооружённых формирований подконтрольной России Луганской Народной Республики. Командир 14-го батальона территориальной обороны Народной милиции ЛНР (ранее носившего названия батальона и механизированной бригады «Призрак»).

## Биография
Родился 3 апреля 1975 года в посёлке городского типа Нижняя Дуванка Сватовского района Ворошиловградской области Украинской ССР. Был солистом сватовского мужского ансамбля и представлял Луганскую область в отчётном концерте на всеукраинском фестивале народных талантов. Служил в вооружённых силах Украины 2 года срочной в Василькове в Ансамбле песни и пляски МВД Украины, потом 5 лет по контракту в Котовске (ныне Подольск). 2 года проработал военкомом в сватовском военкомате. Руководил луганским отделением организации «Молодая гвардия». После начала войны на Донбассе был объявлен персоной нон грата и внесён в «чёрный список» ЕС. Разведён. Также Мозговой был поэтом и автором-исполнителем. Сочинял и пел песни как на русском, так и на украинском языках.

## Участие в войне в Донбассе
Во время Евромайдана находился в России на заработках. В марте 2014 года вернулся на Донбасс и принял активное участие в пророссийских протестах на Украине, а затем и в войне в Донбассе как лидер организации «Молодая гвардия» (после ареста Арсена Клинчаева) и командир батальона «Призрак».
10 апреля 2014 года в Государственной думе России состоялась встреча Мозгового с лидерами парламентских партий ЛДПР и «Справедливая Россия» — Владимиром Жириновским и Сергеем Мироновым. По его собственным словам, ему удалось заручиться их «моральной поддержкой».
После захвата правительственных зданий Луганска «ополчением», среди его руководства возникли противоречия, прежде всего, о дальнейших действиях. «Умеренные» во главе с Болотовым предлагали договариваться с Киевом и не идти на прямое военное столкновение, сторонники «жёсткого» курса во главе с Мозговым требовали немедленно разоружить в городе все украинские воинские части и национальную гвардию и «взять под контроль всю Луганскую область». Перевесило мнение «умеренных».
21 апреля во время «народного схода Луганщины» Мозговой с подконтрольным ему отрядом попытался пройти в захваченное здание управления СБУ по Луганской области, где в этот момент начинался съезд «народных делегатов».
7 июня Лисичанский батальон Мозгового объединился с Северодонецким подразделением Казачьей национальной гвардии Павла Дрёмова и объявил о переходе в подчинение к главкому войск ДНР Игорю Стрелкову.
22 июля отряды Мозгового и Дрёмова отступили из Северодонецка, Лисичанска и Рубежного в Алчевск.
25 октября 2014 года в подконтрольном ЛНР Алчевске состоялся «народный суд» под председательством Алексея Мозгового над двумя мужчинами, подозреваемых в изнасиловании 15-летней и 13-летней девочек, в ходе которого около 300 жителей города путём «поднятия руки» проголосовали за смертный приговор через расстрел одному из мужчин, а другого приговорили к отправке на линию фронта, чтобы он мог «искупить свою вину и умереть с честью». В ходе данного заседания Мозговой заявил: «Пускай даже юридическая общественность заявит, что это несовершенная форма с точки зрения юриспруденции, но зато это совершенная форма народовластия. Сегодня у вас есть первый шанс действительно проявить себя как активное гражданское общество с активной позицией и правом слова». Впоследствии Мозговой назвал свои слова об аресте девушек за посещение кафе не приказом, а попыткой заставить присутствующих на заседании «народного суда Новороссии» задуматься о нравственности.

## Покушения и смерть
7 марта 2015 года автомобиль Алексея Мозгового был подорван возле Михайловского блокпоста. Сам он получил касательное ранение осколком в голову. Ранение оказалось неопасным (пострадало ухо) — после перевязки в тот же день Мозговой покинул больницу.
Следующее покушение было совершено 23 мая 2015 года в 17:30—17:45 на том же месте — возле посёлка Михайловка. Автомобиль Мозгового двигался из Алчевска в Луганск по дороге М-04; около старого блок-поста при въезде в посёлок рядом с автомобилем было взорвано отвлекающее взрывное устройство («хлопушка»), затем машина была обстреляна из пулемётов и другого автоматического оружия. В результате покушения Мозговой был убит, вместе с ним погибли его пресс-секретарь, двое охранников и водитель. Также погибло двое мирных жителей, чья машина оказалась в этот момент рядом с машиной Мозгового.
Ответственность за убийство Мозгового первыми взяли на себя украинские диверсанты, называющие себя «Тени». Начальник следственного отдела генпрокуратуры ЛНР Леонид Ткаченко сообщил, что следствие рассматривает несколько версий случившегося, «в том числе и о работе диверсионных разведывательных групп со стороны Украины».
Однако большинство независимых журналистов, политиков и военных деятелей ЛНР возложило вину за убийство Алексея Мозгового на руководство ЛНР, которое Мозговой накануне покушения прямо обвинил в предательстве и сговоре с киевскими властями. Юрий Горошко, служивший ранее в охране Мозгового, заявил, что ни один из бойцов «Призрака» в версию об украинской диверсионной группе не поверит. По версии Стрелкова, за убийством стояла команда Суркова в интересах подчиненного последнему Захарченко и Плотницкого. Политолог Сергей Суханкин и другие считают, что Мозгового убили боевики Вагнера.
Алексей Мозговой был похоронен 27 мая 2015 года в Алчевске.

## Взгляды

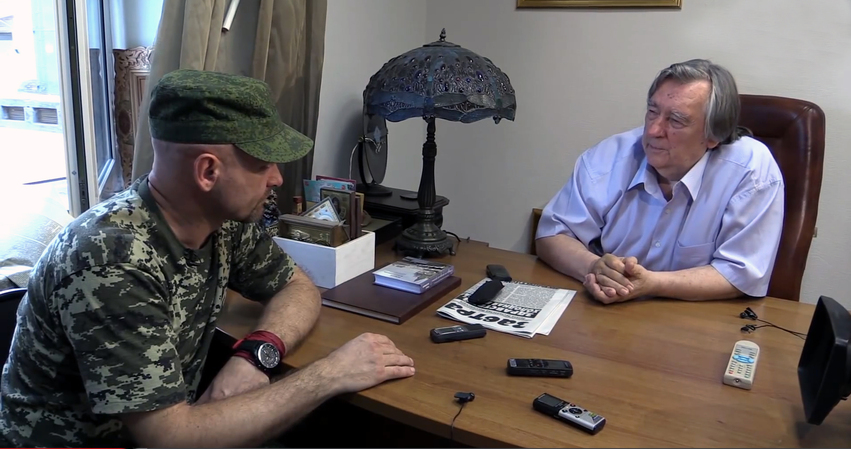
Встреча с писателем Александром Прохановым, август 2014 года

15 сентября 2014 года выступил с резкой критикой Минского соглашения и потребовал немедленной отставки правительств обеих народных республик.
В ноябре 2014 дал интервью «Новой газете».
Мозговой неоднократно сообщал о разногласиях с руководством самопровозглашенной ЛНР. Последний конфликт произошёл в начале мая: Мозговой обвинил «управленцев и родственников властей ЛНР» в установлении «диктатуры» и игнорировании интересов народа.
Журналист «Новой газеты»[кто?] обратила внимание, что в кабинете у Мозгового находились иконы, копия Знамени Победы, водружённого 1 мая 1945 года над Рейхстагом, и баклановское чёрное знамя с черепом, костями и цитатой из Символа веры: «Чаю воскресения мертвых и жизни будущаго века. Аминь».

## Обвинение Мозгового Генпрокуратурой ЛНР
20 февраля 2020 года Генпрокуратурой ЛНР было предъявлено обвинение в соучастии в произошедшем 9 мая 2014 года расстреле автомобиля с семьёй предпринимателя Олега Бурыхина на трассе Харьков — Должанское под Свердловском Луганской области. В автомобиле ехал сам предприниматель, его жена Ирина и их 10-летняя дочь Лиза. В ходе расстрела ребёнок был ранен, но выжил, а оба родителя погибли. В расстреле участвовал взвод бойцов ЛНР, которых Мозговой и его заместитель Александр Костин привезли на трассу, сообщив, что в автомобиле будут ехать бойцы «Правого сектора».
По материалам следствия ЛНР, группа атаковала автомобиль с целью ограбления, так как узнали, что предприниматель едет из Антрацита в Россию, перевозя крупную денежную сумму. Для перекрытия дороги автомобилю предпринимателя использовался отобранный у одного из жителей Свердловска «Камаз». После расстрела они забрали деньги и скрылись. Сам Мозговой на момент публикации материалов уголовного дела в открытый доступ был уже мёртв, а Костин был приговорён к 14 годам тюрьмы. Приговор вызвал возмущение И. Н. Безлера и некоторых других сторонников «Русской весны». Сам приговор был вынесен без излишней огласки и участия СМИ, а нынешние власти ЛНР фактически признали подразделения военных формирований незаконным вооруженным бандформированием.

## Награды
- Орден Мужества
- Медаль «За оборону Славянска»
- медали Луганской Народной Республики

## Память
- В июле 2015 года, на военном кладбище в польском городке Пултуск, неизвестными[47] была установлена памятная плита Алексею Мозговому[48][49]. Представители властей заявили: «По требованию представителя Мазовецкого воеводы будет составлено заявление в полицию, и указанная установка будет демонтирована»[47].
- В центре города Алчевска на площади 20-летия Победы, рядом с Дворцом культуры металлургов, установлен памятник Алексею Мозговому. Торжественное открытие памятника состоялось 23 мая 2016 года[50], ровно через год со дня гибели комбрига[51]. Автор памятника — бывший участник войны на Донбассе, скульптор из Санкт-Петербурга Николай Николаевич Яснополян[52].
- Альбом «Русская весна, лето, осень, зима и снова…» (2024) группы «Ледоход» — песни на стихи Алексея Мозгового «В мае умереть» и «Если я упаду». В песнях «Осадки», «Слякоть» и «Заморозки» использованы записи дневников 2014-2015 года[53].

## Произведения А. Б. Мозгового
- Мозговой, Алексей. Свобода и Совесть (Стихотворения, интервью и биография легендарного Комбрига). Редактор-составитель — Елена Семёнова. — М.: Традиция, 2015. — 208 с., ISBN 978-5-905074-17-2

## Книги о А. Б. Мозговом и бригаде «Призрак»
- Горошко, Юрий. Исповедь российского добровольца. — М.: Традиция, 2017. — 272 с., ISBN 978-5-9909998-6-2
- Сороковиков, Александр. Небесный комбриг. — Владимир: Аркаим, 2018. — 532 с.
- Жучковский, Александр. Мозговой. — Нижний Новогород: Чёрная Сотня, 2020. — 416 с., ISBN 978-5-6043461-4-3
- Козлов, Андрей. Реальный «Призрак» Донбасса. — М.: Издательский дом «Звонница-МГ», 2025. — 334 с., ISBN 978-5-88093-565-9